# G-TWENTY
G-TWENTY는 태국의 걸 그룹이다. 2009년 결성되었다.